# Холодний Петро Іванович
Петро́ Іва́нович Холо́дний (18 грудня 1875, Переяслав — 7 червня 1930, Варшава) — український державний, громадський діяч, член Української Центральної Ради, міністр народної освіти Української Народної Республіки, художник, учений-хімік. Маляр-імпресіоніст з нахилом до ліризму і неовізантист, живописець, художник-монументаліст, графік, проектант ужиткового мистецтва, педагог. Батько художника Петра Холодного.
За доби Української революції (1917—1921 рр.) працював у Секретаріаті народної освіти Української Центральної Ради і міністерстві освіти.
Очолював Міністерство освіти Директорії УНР із 26 грудня 1918 р. до 2 лютого 1919 р та з 26 травня до кінця 1920 р.

## Життєпис
Родичі Петра Холодного з боку матері були художниками-іконописцями, які працювали переважно на Полтавщині. За фахом фізик-хімік.

### Київський період життя
Закінчив Четверту Київську гімназію. В останні два гімназійні роки відвідував вечірні заняття у Київській рисувальній школі Миколи Мурашка, де і здобув Мистецьку освіту. Після закінчення у 1897 р. природознавчого факультету Київського університету за спеціальністю математика та мінералогія, викладав (з 1898 р.) у Київській Технічній школі на кафедрі фізики.
Належав до ТУП. На Всеукраїнському національному конгресі обраний членом УЦР від просвітницьких організацій Києва. Входив до складу Малої Ради від УПСФ.
З 1906  призначений директором комерційної школи у Києві, а з березня 1917 р. — директором Першої української гімназії ім. Шевченка в Києві. Восени 1917 запрошений до уряду УНР на посаду товариша Міністра освіти із дорученням розробити основи організації українського шкільництва, в тому числі і мистецького. Пізніше став міністром. Ще 1910 року на виставці українського мистецтва в Києві без відома художника показані його роботи. І це стало початком його артистичної кар'єри. З того ж часу походять його картини: «Дівчина і пава» (1915), «Івасик і відьма», «Вітер», «Катерина», «Похмурий день» та інші. Пізніше брав участь в перших українських виставках, що були організовані урядом УНР.

### Львівський період життя та творчості
Після окупації УНР Петро Холодний разом з її урядом емігрував до Тарнова в Західній Галичині (Польща). 1921 переїхав до міста Миколаїв на Львівщині, у 1922 — до Львова. Того ж року, за ініціативою емігрантів зі Сходу України, у Львові створений Гурток діячів українського мистецтва — ГДУМ, який він очолив. Гурток об'єднував художників, літераторів та архітекторів, проіснував до 1927. Серед учнів Петра Холодного у цей період була художниця-іконограф — Михайлина Стефанович-Ольшанська.
1920-і стали роками активної творчої роботи митця у Львові. Свої твори, що представляють монументальне та станкове малярство, декоративне мистецтво, демонструє на львівських виставках 1922,1923, 1924, 1926 роках, а 1929 бере участь у виставці української книжкової продукції видавництва «Західна Україна». В 1927 брав участь у «Виставці української графіки в Бельгії», де була представлена виставка української гравюри та книжної графіки.
Львівський період був найбагатший у творчості Холодного. Тут він почав малювати, реставрувати (зокрема, у 1921—22 р. ікону Божої Матері Зарваницької) ікони, виконував розписи стін і проектував вітражі.
Під час свого перебування у Львові, 1928 р., вирішив поїхати до Парижу з метою зібрати матеріал до майбутньої картини, що була б присвячена смерті Симона Петлюри. Зібрав необхідний йому матеріал, але задум залишився нереалізованим. Написав декілька наукових праць, що були видані коштом НТШ.
Помер 7 червня 1930 р. у Варшаві. Похований 10 червня о 6 вечора на православному цвинтарі при вул. Вольській. Тлінні останки поховали в цинковій труні з уваги на те, що їх мали надію перепоховати в рідній землі. Кошти для купівлі труни надали емігранти, до чого значно спричинився ректор Львівської богословської академії о.-доктор Йосиф Сліпий. На похороні були представники уряду УНР, родин Лівицьких, Сальських та численних громадських організацій Польщі, ЧСР і Львова.
У 1931 у Національному музеї у Львові відбулася посмертна виставка робіт художника, на якій було показано більш ніж 350 експонатів за 10 років його праці у Львові. Огляд його творчості подав у каталозі до неї Михайло Драґан.
Станкові твори Петра Івановича Холодного зберігаються в музеях України, зокрема в Києві та Львові, а також приватних збірках.
Син художника — Петра Холодний (молодший), який отримав мистецьку освіту в Українській студії пластичних мистецтв у Празі, а потім, в 1928–1934 рр. у Варшавській академії мистецтв. У 1944 р. емігрував у Німеччину, у 1950 — в США. Відігравав помітну роль в культурному житті української діаспори в США. Виконував мозаїки, розписи на релігійні теми, ікони в дусі неовізантінізму, графічні твори.

## Новаторство у мистецтві

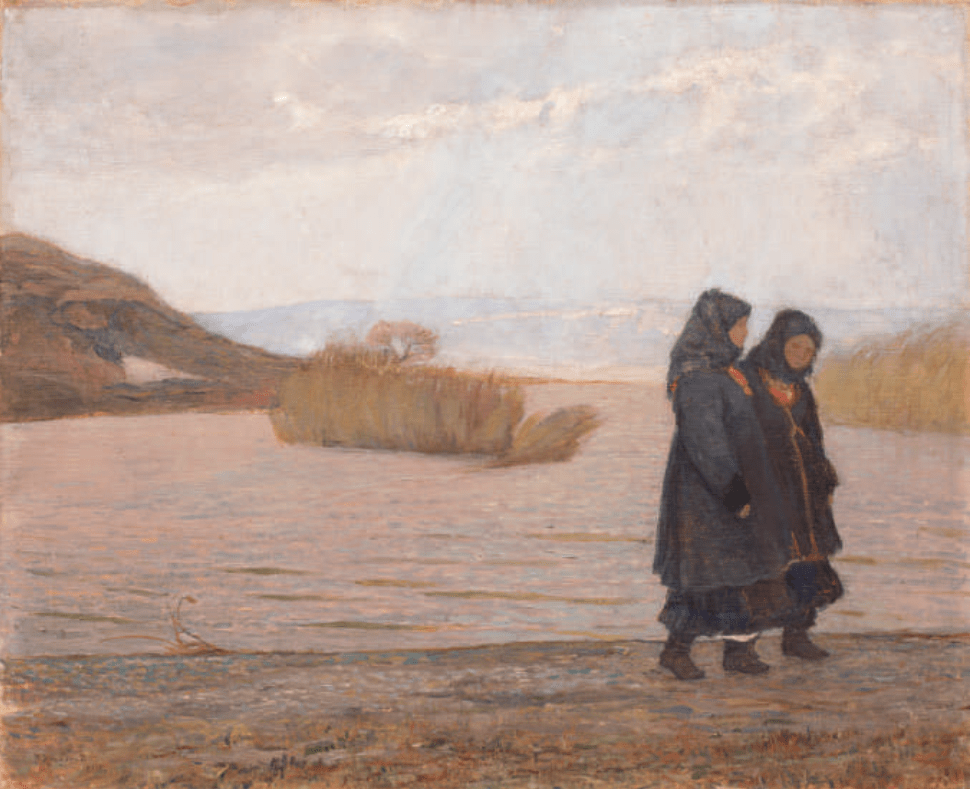
«Весна», 1911. Колекція родини Понамарчуків, Київ

У 1910-і рр., під враженням від старовинних українських ікон, зокрема, в збірці Українського музею у Львові, Петро Холодний почав захоплюватися старовинним українським мистецтвом і з часом став знавцем української ікони і старовинних живописних технік. З 1916 р. почав використовувати стару іконописну техніку в релігійних та світських композиціях, які він свідомо наділяв окремими стилістичними рисами візантійської традиції, трансформуючи її в дусі сучасного йому модерного мистецтва. Петро Холодний, поруч з Михайлом Бойчуком та Олексою Новаківським, став одним із засновників в сучасному їм образотворчому мистецтві українського національного стилю, який отримав назву «неовізантинізму».
У 1924–1930 рр. працював над оздобленням однієї із найкращих пам'яток ренесансної архітектури Львова — Успенської церкви, для якої виконав ікони та вітражі. Загалом, вітражі в інтер'єрі української церкви — це запозичення із католицьких храмів, яке стало можливим завдяки специфіці історії української християнської церкви в Галичині. Саме Петро Холодний в церкві Успіння Богородиці у Львові вперше в історії українського православного будівництва використав вітражні композиції. 3 лютого 1929 року у духовній семінарії Львова відбулося освячення розписів іконостасу і каплиці, виконаних Петром Холодним; серед присутніх були Митрополит Андрей Шептицький і ректор Академії — доктор Йосиф Сліпий.
Твори виставлялися з 1910 р. у Києві, з того часу походять картини: «Дівчина і пава» (1915), «Івасик і відьма», «Вітер», «Катерина», «Похмурий день» та ін.
Холодного, як хіміка, цікавила технологія фарб і техніка їх застосування; зацікавившися 1914 року галицькою іконою, він був захоплений технікою темпери й користувався нею у багатьох своїх творах.

## Характеристика творчості
Творчість Холодного базована на українських мистецьких традиціях, в яких іконографічна візантика сполучалася з народним мистецтвом; основними елементами з неї залишилися зв'язкість і суцільність композиції, примат лінії, яка надавала творові музичного звучання, і чиста гама згармонізованих теплих барв. У вітражах Холодного переважає зіставлення елементів чистого барвного скла, що надає вітражам легкости й прозорости. Холодний створив низку портретів своїх сучасників, у тому числі старшин української армії: Миколи Юнаківа, Марка Безручка, Володимира Сальського, Михайло Омеляновича-Павленка, отамана Юрія Тютюнника, полковника М.Палієнка, Володимира Сінклера, Дмитра Вітовського, О. Гуляй-Ґуленка, Юліяна Шепаровича; письменника Володимира Самійленка, Андрія Ніковського, Юліяна Романчука, патріярха Йосифа Сліпого та ін., а також низку жіночих портретів. Гідні уваги композиційні картини Холодного: «Виїзд із замку», «Похід кн. Ігоря на половців», «Ой, у полі жито».
Основним стилем творчості Холодного був дозрілий імпресіонізм уже злокалізованого українського типу, з тонкою грою нюансів, глибоко ліричний. У неовізантійських творах Холодний довів нові можливості використання давнього стилю, звільненого від будь-якої схематичності чи архаїзму. Ці твори ставлять його поруч з Михайлом Бойчуком. Обидва вони працювали над відновленням загублених мистецьких традицій, але йшли різними шляхами. Твори обох митців належать до найвидатніших явищ не лише українського, але й усього східноєвропейського мистецтва 1920–1930-х років. Холодний працював також у книжковій графіці, він і тут створив новий своєрідний стиль у рисунку й лінії. Після окупації Львова радянськими військами чимало творів Холодного знищено як зразки нібито «націоналістичної» творчості, а його релігійні стінописи замальовано.

## Головні праці
- Ікони і вітражі в Успенській церкві та іконостас і поліхромія каплиці св. Йосафата Духовної Семінарії УГКЦ та Богословської академії у Львові (тепер навчальний корпус Географічного факультету ЛНУ ім. І. Франка, вул. Дорошенка).
- Низка ікон у церквах сіл: Раделичі, Холоїв (нині Вузлове, Радехівський район), Борщовичі, Зубрець, Вижняни.
- Вітражі церкви Успення Пресвятої Богородиці у Мразниці (нині дільниця Борислава), створені під наглядом Богдана Лепкого).
- Свої знання старовинних живописних технік Петро Холодний застосував також при створенні поліхроминих розписів на фасаді церкви св. Миколая (1924, вул. Б. Хмельницького, 28), яка у Львові є зразком візантійської архітектури ХІІІ ст., а також при відновленні розписів на фасаді церкви св. Онуфрія Монастиря василіан у Львові (вул. Б. Хмельницького, 36/38).

## Вшанування пам'яті
- Провулок Петра Холодного у місті Первомайськ Миколаївської області.
- Вулиці Петра Холодного у Львові, Очакові.